# سیارک ۲۲۹۳۹
سیارک ۲۲۹۳۹ (به انگلیسی: 22939 Handlin، نامگذاری:1999TU173) بیست و دو هزار و نهصد و سی و نهمین سیارک کشف شده‌است که در ۱۰ اکتبر ۱۹۹۹ کشف شد.
قدر مطلق سیارک برابر ۱۳.۵ است.